# Mardrea Hyman
Pour les articles homonymes, voir Hyman.
Mardrea Hyman, née le 22 décembre 1972 à Clarendon, est une athlète jamaïquaine, pratiquant le demi-fond et le 3 000 m steeple.

## Palmarès

### Jeux olympiques d'été
- Jeux olympiques d'été de 2000 à Sydney ( Australie)
  - éliminée en demi-finale sur 1 500 m

### Championnats du monde d'athlétisme
- Championnats du monde d'athlétisme de 2001 à Edmonton ( Canada)
  - 10e sur 1 500 m
- Championnats du monde d'athlétisme de 2003 à Paris ( France)
  - éliminée en demi-finale sur 1 500 m
- Championnats du monde d'athlétisme de 2005 à Helsinki ( Finlande)
  - 8e sur 3 000 m steeple

### Jeux du Commonwealth
- Jeux du Commonwealth de 1998 à Kuala Lumpur ( Malaisie)
  - 4e sur 800 m
  - 4e en relais 4 × 100 m
- Jeux du Commonwealth de 2006 à Melbourne ( Australie)
  - 9e sur 3 000 m steeple

### Jeux panaméricains
- Jeux Panaméricains de 2003 à Saint-Domingue ( République dominicaine)
  -  Médaille de bronze sur 1 500 m

### Jeux d'Amérique centrale et des Caraïbes
- Jeux d'Amérique centrale et des Caraïbes de 1998 à Maracaibo ( Venezuela)
  -  Médaille de bronze sur 800 m
  -  Médaille d'or sur 1 500 m

## Sources
- (en) Cet article est partiellement ou en totalité issu de l’article de Wikipédia en anglais intitulé « Mardrea Hyman » (voir la liste des auteurs).